# 二本松市立図書館
二本松市立図書館（にほんまつしりつとしょかん）は、福島県二本松市が設置する公立図書館。本町一丁目の二本松図書館と小浜の岩代図書館から成る。

## 概説

### 歴史
現行の二本松市は2005年（平成17年）12月1日に旧・二本松市と安達郡安達町・岩代町・東和町が合併して発足した。図書館については2004年（平成16年）6月29日の二本松・東北達地方合併協議会にて「現行どおり新市に引き継ぐ」とされ、旧・二本松市が設置した二本松市立図書館と旧・岩代町が設置した岩代町図書館を引き継いで新しい二本松市立図書館が発足した。

### 利用案内
- 開館時間
  - 二本松：平日=9時30分から18時30分まで、土日祝日=9時から17時まで
  - 岩代：平日=10時から18時まで、土日=9時から17時まで
- 休館日：月曜日、月末、特別整理期間、年末年始
  - 岩代は祝日も休館。
- 貸出制限：二本松市に居住・通勤・通学する者または本宮市・安達郡大玉村に居住する者。
  - 貸出カードは安達公民館・東和公民館の図書室でも利用可能。
  - この条件であるため、福島市在住の男が貸し出しを断られ、職員らにナイフで切りつける事件が2016年（平成28年）に発生した[10]。
- 貸出可能点数：本・雑誌・紙芝居=8点、CD・ビデオテープ・DVD・=2点
- 貸出可能期間：2週間
- 返却場所：図書館カウンター、ブックポスト
  - 予約、リクエスト、コピー可能。

## 二本松図書館

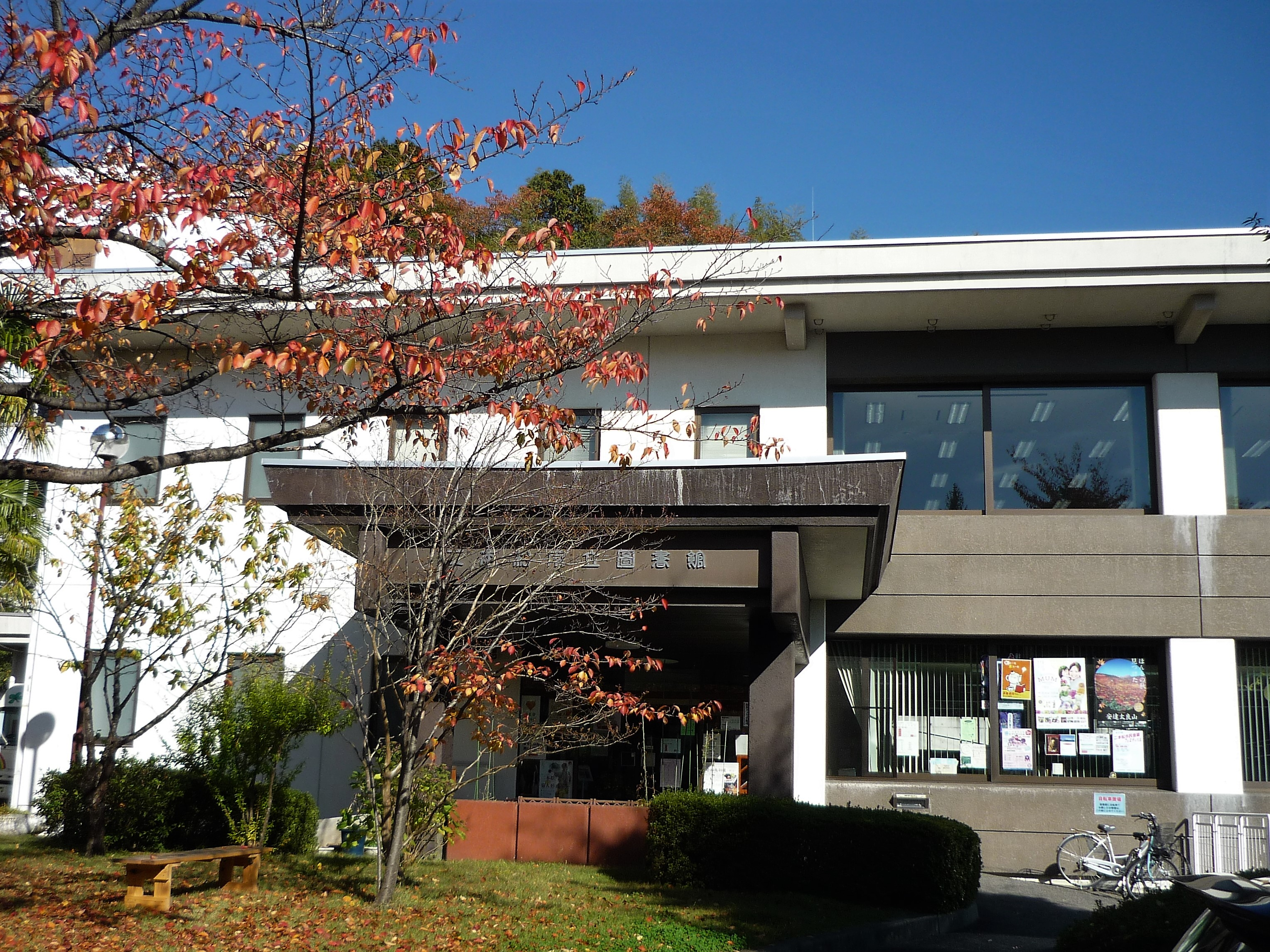
二本松図書館

二本松市立二本松図書館（にほんまつしりつにほんまつとしょかん）は、福島県二本松市本町一丁目102番地にある公立図書館。2016年（平成28年）度の蔵書数は95,341冊、貸出冊数は105,174冊。ISILはJP-1000412。2018年（平成30年）現在の館長は菅野安弘。
鉄筋コンクリート構造2階建ての独立館で、敷地面積は643.80 m2、延床面積は1,009.43 m2である。館内は、児童コーナー・母子コーナーを含む一般貸出室、一般閲覧室、郷土研究室、研修室、視聴覚室、移動文庫室、書庫などがある。二本松図書館を拠点に活動する、児童図書研究グループ「トトロ」は子どもの読書活動優秀実践団体表彰を受けたことがある。

### 二本松図書館の歴史

#### 前史（1918-1982）
安達郡二本松町に初めて図書館ができたのは1918年（大正7年）のことで、「二本松図書館」を名乗っていた。この図書館は10時から16時まで開館（夏休みは9時から開館）し、基本的には館内閲覧のみで、館外貸し出しができるのは、町税を納め身元が確実な者、官公庁職員、学校教員などごく一部に限られていた。一方で、二本松図書館は「館外閲覧場」を設けて巡回文庫を実施し、町民の読書活動の普及を行った。
第二次世界大戦後、旧二本松町役場跡に二本松公民館が設立すると、その中に図書部が設けられた。公民館の館長は校長が兼務し、公民館主事も他職と兼任であったが、熱心な活動を行い、開館から2年目に優秀公民館表彰を受けるほどであった。さらに図書部の活動はNHK郡山放送局から県内放送で紹介された。その活動は移動図書館であり、1950年（昭和25年）頃にはオート三輪、1955年（昭和30年）頃には軽トラックを利用して町内を巡回していた。なお、1957年（昭和32年）発行の『町のすがた』によると、当時の二本松町は6つの公民館を設置し、合計14,164冊を保有していた。

#### 開館後（1982-）
1981年（昭和56年）度に1億8665万円をかけて二本松市歴史資料館の隣接地に図書館が建設され、1982年（昭和57年）8月1日に二本松市立図書館として開館した。開館時点の蔵書数は13,000冊で、水曜日が休館日であった。1995年（平成7年）度には81,635冊まで増加した。
2016年（平成28年）7月18日午後4時頃、福島市在住の男が貸出利用を断られたことに腹を立て、図書館員や図書館利用者を小型ナイフで切り付けるという事件が発生した。男は傷害の現行犯で逮捕されたが、同容疑では不起訴処分となった。福島区検察庁は同年8月9日、男を脅迫罪で略式起訴し、福島簡易裁判所は同日に罰金20万円の略式命令を下し、男は即日納付した。この男は問題利用者であると言えるが、「職員の説明に不満を持った」と警察に供述しており、図書館員の対応次第で図書館側が大きな被害を受ける危険性があることを示すものとなった。

### まつかぜ号
二本松図書館は移動図書館「まつかぜ号」を運行しており、市内26か所を月1回巡回している。2018年（平成30年）現在の移動図書館用の蔵書数は1.9万冊、2017年（平成29年）度の貸出数は2千冊である。二本松市における移動図書館の歴史は長く、1950年（昭和25年）頃にはすでに二本松公民館図書部がオート三輪を使った移動図書館を実施しており、1983年（昭和58年）以来、図書館の事業として継続している。
「広報にほんまつ」によるまつかぜ号の巡回案内は2017年（平成29年）4月号を最後に掲載されていないが、2019年（平成31年/令和元年）現在も運行は行っており、「えほんフェスティバル」への出動などもしている。

## 岩代図書館
二本松市立岩代図書館（にほんまつしりついわしろとしょかん）は、福島県二本松市小浜字藤町242番地にある公立図書館。2016年（平成28年）度の蔵書数は74,470冊、貸出冊数は24,722冊。ISILはJP-1000413。2018年（平成30年）現在の館長は菅野良一。
鉄筋コンクリート構造平屋建ての独立館で、清水公夫研究所が設計した。安達太良山を望む景勝地に建つ。

### 岩代図書館の歴史
1993年（平成5年）4月1日に、安達郡岩代町が生涯学習の拠点として、岩代町図書館を開館した。将来に向けて児童図書やAV資料の充実を図った。
2003年（平成15年）3月26日には岩代町図書館開館10周年記念として芥川賞受賞作家の玄侑宗久の講演会を岩代町公民館で開催した。2009年（平成21年）1月24日、図書館が小浜（おばま）地区にあることにあやかって、アメリカ合衆国大統領にバラク・オバマが就任したことを記念した特設コーナーを設置した。このコーナーでは、オバマに関する新聞や雑誌、アメリカの歴史書などのほか、小浜の地名の由来が福井県の小浜から大内氏が移住したことであることから、大内氏関連の資料も展示された。